# آرامگاه سید علاءالدین حسین
مقبره سید علاءالدین حسین مربوط به سدهٔ ۱۰ ه‍.ق است و در شیراز، فلکه آستانه واقع شده و این اثر در تاریخ ۲۹ آذر ۱۳۱۶ با شمارهٔ ثبت ۳۰۷ به‌عنوان یکی از آثار ملی ایران به ثبت رسیده است.
این زیارتگاه و آستانه دارای گنبدی بلند است که با آیینه‌کاری آذین یافته است. ساختمان بنای کنونی مربوط به سده دهم ه‍.ق است که بعدها چندین بار بازسازی و تزیین شده است. تاریخ ساخت بنا ۹۴۳ ه‍.ق است که بر پایه دستور قتلغ خان حاکم ایلخانی بنیاد نهاده شده است. از برون و درون آرامگاه و سنگ‌نبشته‌های آن آشکار می‌گردد که در دوره شاه طهماسب یکم صفوی نیز تعمیراتی در این مکان انجام گرفته است. گنبد کنونی آن در سال ۱۳۳۱ خورشیدی ساخته شده است.
کتیبه بالای حرم به خط ثلث است و نام نگارنده آن سیاوش است و سروده‌ای نیز در بالای آن بدین صورت وجود دارد:
| این بنا کز دولت سلطان خلیل آمد پدید |  | سال تاریخش بجو از خیر باقی والسلام |

بنای اصلی بقعه را قتلغ خان ساخته که در عهد مغول و تیموریان یعنی اواخر قرن هشتم یا اوایل قرن نهم والی شیراز بوده است. این بنا در اواسط دوران صفویه احیا شد.
در زمان صفویه فردی به نام میرزاعلی که اهل مدینه بوده نسبت به احداث بنا اقدام می‌کند که دوباره تخریب می‌شود. بنای اصلی فعلی توسط خلیل سلطان ذوالقدر حاکم فارس (۸۹۱ تا ۹۲۶ هـ. ق) در زمان سلطنت شاه اسماعیل صفوی احداث و به استناد کتیبه تاریخی موجود در حرم سال ۹۲۳ هـ. ق تزئینات ساختمان به پایان رسید.

## تاریخچه
سید علاءالدین حسین، که به «حسین موسی» و «حسین کوچک» نیز شناخته می‌شود، گویا کوچک‌ترین برادر امام هشتم شیعیان، علی بن موسی الرضا بوده است. سید علاءالدین حسین پسر امام هفتم شیعیان، یعنی موسی الکاظم است. او در مسیر ورود به توس از شهر مدینه، به دست سربازان مأمون در اواخر قرن دوم هجری در شیراز کشته شد. گفته شده که وی را در هنگام وضو گرفتن پای نهر آب در باغی، از پشت سر، مورد اصابت شمشیر قرار داده‌اند و در حالی که سنی بین ۱۹ تا ۲۳ سال داشته، کشته شده است. برخی نیز گفته‌اند که سید علاءالدین حسین در هنگام کشته شدن، سیزده سال داشته است. اما، بر این نظریه انتقادی وارد است که با توجه به سال وفات موسی کاظم، امام هفتم شیعیان، در سال ۱۸۳ قمری و سفر امام هشتم شیعیان، علی بن موسی الرضا به ایران در حوالی سال ۲۰۰ یا ۲۰۱ قمری، سید علاءالدین حسین باید در هنگام شهادت حداقل بیست ساله بوده باشد.
بنا بر منابعی، وی را در همان باغی که کشته شده، بی‌نشان دفن کرده‌اند تا اینکه حدود ۴۰۰ سال پس از دفنش، آرامگاهی بر روی قبر وی ساخته‌اند. گفته می‌شود در آن زمان حاکم وقت فارس، «ابوبکر بن سعد بن زنگی» که در زمان حکومت مغول بر ایران، می‌زیسته و از طرف هلاکوخان به عنوان مسئول فارس گماشته شده بوده، دستور ساخت این بقعه را داده است. پس قدمت این بقعه به دوره اتابکان، به اواخر قرن هفتم یا اوایل قرن هشتم قمری برمی‌گردد. این بقعه در محله‌ای موسوم به «آستانه» در جنوب شرقی شهر شیراز واقع شده است.
در جایی دیگر آمده است که مردی ثروتمند به نام «میرزا علی» از شهر مدینه به شهر شیراز نقل مکان کرد و بر سر قبر سید علاءالدین قبه و بارگاهی رفیع ساخت. این مرد خانه‌ها و باغ‌های زیادی را هم در اطراف بقعه خرید و همه را وقف آن کرد. پس از مرگ «میرزا علی»، مسئولیت این بقعه موقوفه به دست پسرش «میرزا نظام الملک» که از وزرا بود، رسید و پس از او نیز به نوادگانش منتقل شد. همچنین گفته شده «سلطان خلیل» که از طرف شاه اسماعیل صفوی حاکم شیراز بوده، در سال ۸۱۰ قمری این بقعه را تخریب و آن را از نو تعمیر و تکمیل نموده است.
پس از چندی به سبب زلزله‌ای که در شیراز رخ داد، این بقعه دوباره تخریب شد. گفته شده که شخصی به نام ابوالحسن خان مشیرالملک که وزیر فارس بوده، دستور به مرمت این بنا داده و آن را از نو سر پا نموده است.
فرصت‌الدوله شیرازی در کتاب خود به نام «آثار عجم» در مورد تاریخچه این بقعه بیان می‌کند که:
بنابر آنچه فقير از تتبع یافتم این است که آن بزرگوار را در باغ «قتلغ» شهید کردند و پس از مدتها آن باغ خراب شد و جزنلی باقی نماند. در زمان صفویه مضجع آن حضرت را یافتند. میرزا علی نامی از اهل مدینه که به شیراز آمده بود، بنائی بر آن قبر گذارده و املاك و بسانين بسیاری بر بقعه آن حضرت وقف نمود. سلطان خلیل که از جانب شاه اسماعيل صفوی که حاکم شیراز بوده، بقعه را مرمتی نموده و بر عمارتش افزود و تاریخ آن بالای سر در، طرف اول نصب است بدین‌سان: این بنا کز دولت سلطان خليل آمد پدید، سال تاریخش بجواز خير باقي والسلام - ۹۲۳ هجری قمری.
در حال حاضر، دو در برای ورود به این بقعه وجود دارد که سر در هر دو در سال ۱۳۳۸ شمسی آئینه کاری شده است. دو جفت درِ منبت کاری شده نیز، بر روی آنها نصب است. دیوارهای اتاق‌ها و ایوان را تا ارتفاع ۲ متری در سال ۱۳۴۵ شمسی، سنگ مرمر کرده‌اند. علاوه بر این‌ها، در سال‌های اخیر از وجوه نذر شده برای بقعه، یک در طلای بسیار نفيس که کار هنرمندان اصفهانی است، برای این بقعه تهیه و نصب شده است.
همچنین در سال‌های اخیر گنبد این بقعه که خیلی قطور و سنگین وزن بود، شکستگی پیدا کرد. در سال ۱۳۳۰ شمسی از طرف اداره باستان‌شناسی، گنبد برچیده شد و سپس دوباره با اسکلت آهنی آن را بنا کردند. هم اکنون گنبد مزبور با کاشی‌های معرق پوشیده شده و دور ساقه گنبد با كاشی‌های رنگین گل و بته‌دار، مزین گردیده است.
در سال‌های اخیر، جلوی درهای حرم رواقی ساخته شده که داخل و بالای آن کاشی کاری شده است. در جنوب شرقی صحن، یک مسجد و در جنوب غربی آن یک برج که در آن ساعتی کار گذاشته شده، بنا گردیده است.
شهرهایی از ایران، نظیر کرمان، بهبهان، قزوین، ساری و کجور هم به عنوان محل دفن سید علاءالدین حسین نام برده‌ شده است. آرامگاه‌های دیگری نیز به اسم این امامزاده در شهرهای دیگری نظیر کوفه وجود دارد، اما هیچ کدام به اندازه بقعه موجود در شیراز، دارای سندهای معتبر و مکتوب و تاریخی نیست.

## تصاویر

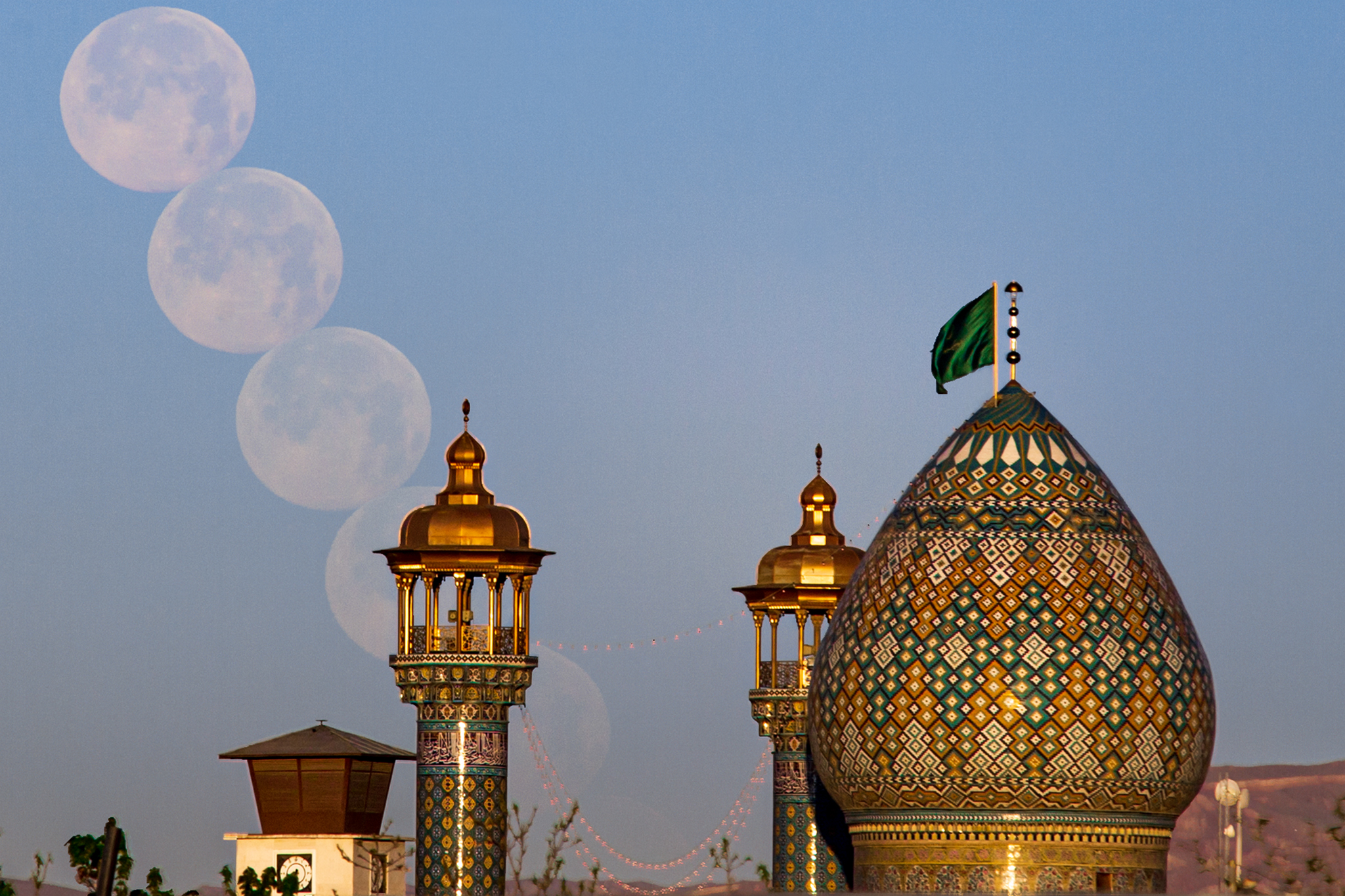
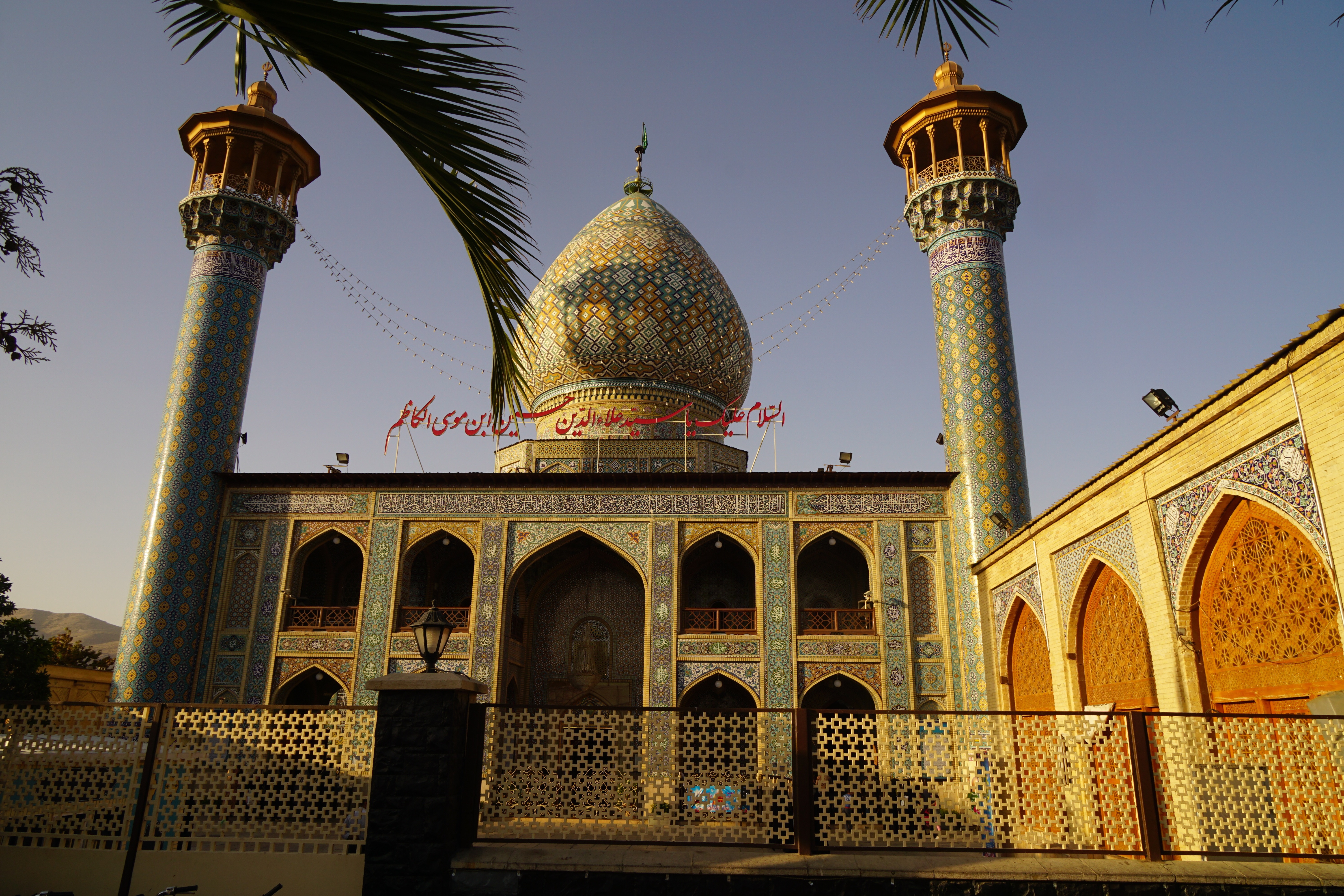
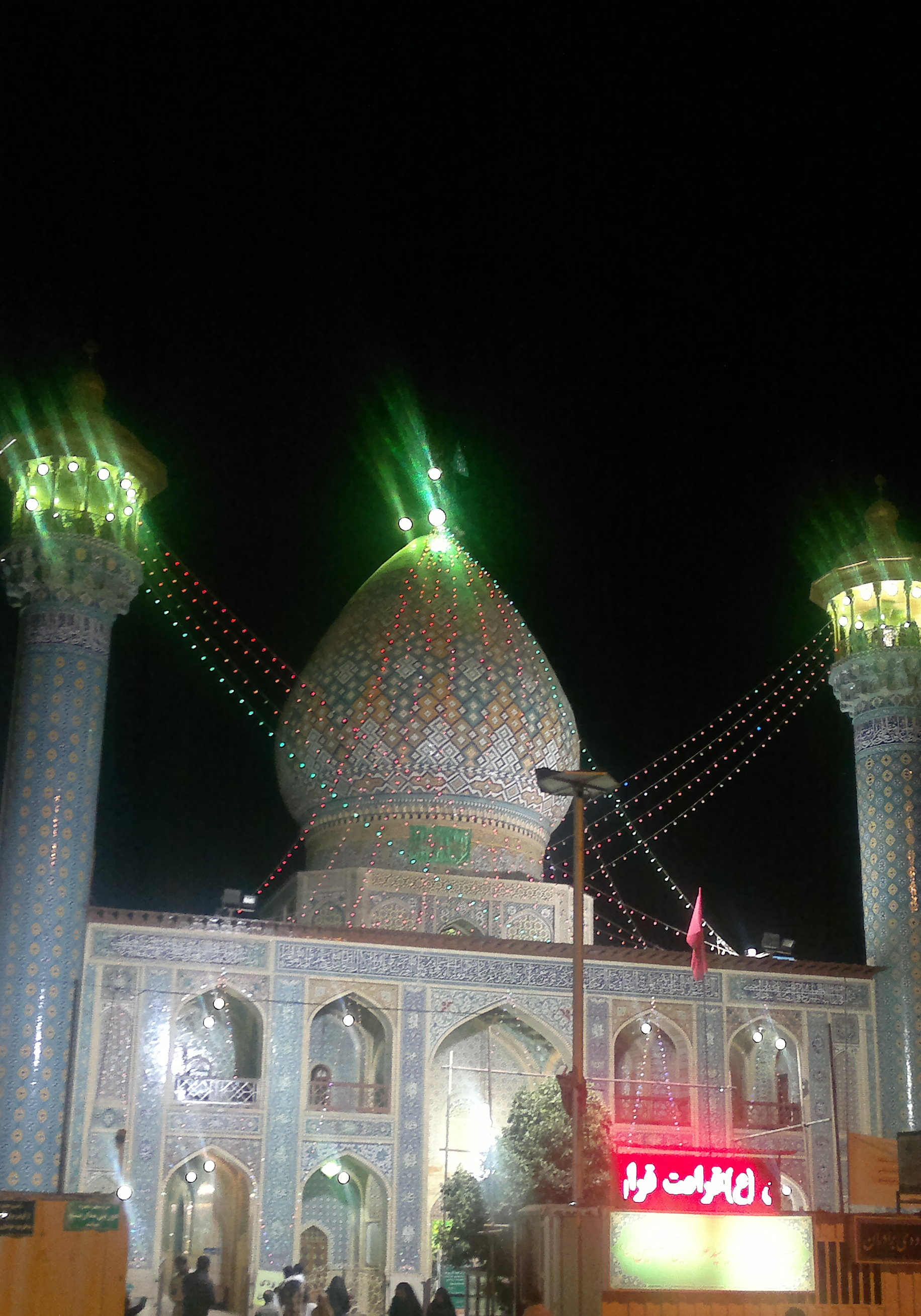
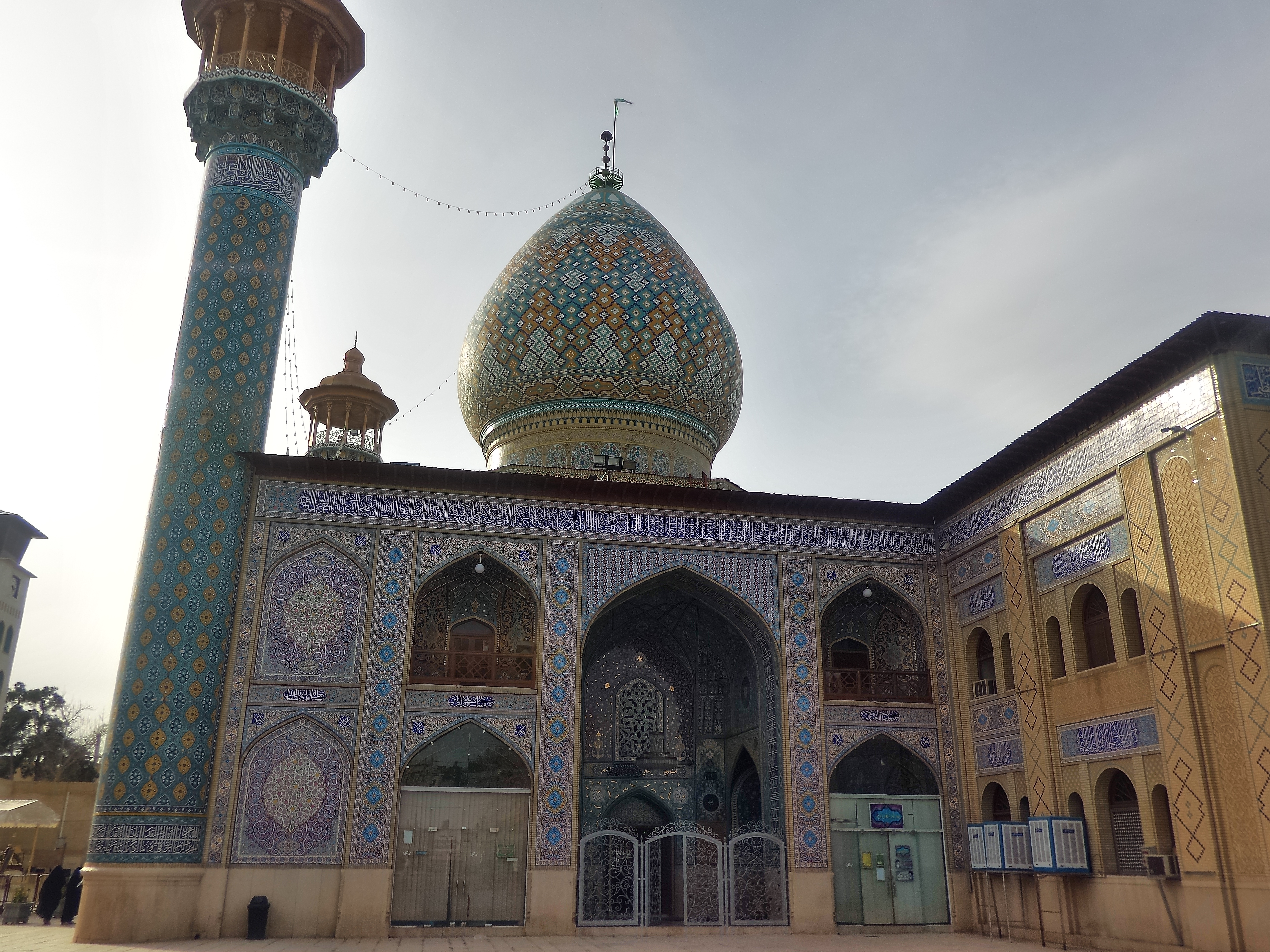
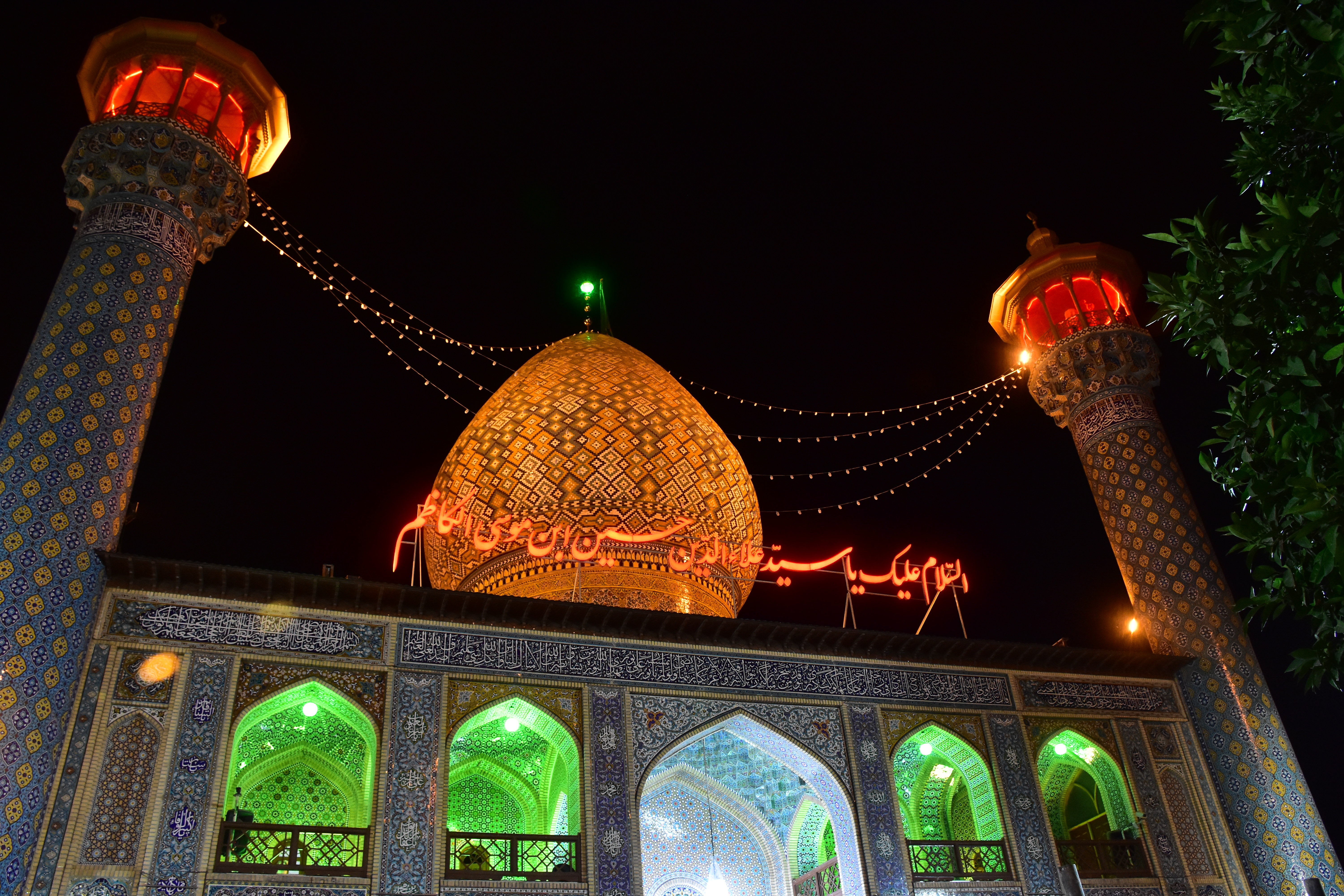

عکس‌هایی از آرامگاه سید علاءالدین حسین